# Agrilus crataegi
Agrilus crataegi es una especie de insecto del género Agrilus, familia Buprestidae, orden Coleoptera, descrita por Frost, 1912.
Mide 6-8 mm. Se encuentra en el este de Estados Unidos. Las plantas hospederas, como su nombre lo indica, son miembros del género Crataegus.